# Volvo BZL
El Volvo BZL es un chasis de autobús eléctrico de tamaño completo con batería de cero emisiones tanto para autobuses de un solo piso como para autobuses de dos pisos fabricado por Volvo desde 2021.
La gama BZL Electric se lanzó en septiembre de 2021, y los primeros ejemplos con volante a la derecha se construyeron como demostradores para el mercado del Reino Unido e Irlanda con carrocerías de dos pisos y de un solo piso por MCV Bus & Coach. La gama de chasis cuenta con calefacción y ventilación alimentadas por bomba de calor de CO2, y se afirma que es reciclable en un 90%. También se ha fabricado con un alto nivel de seguridad, con múltiples innovaciones, como compartimentos sellados para las baterías y un bastidor delantero reforzado. Metroline ha recibido el demostrador de dos pisos construido según las especificaciones de Transport for London, que tiene previsto evaluar junto con otros autobuses eléctricos de batería.

## Operadores
Los primeros Volvo BZL para el Reino Unido se entregaron a Stagecoach West Scotland, con entregas de 25 BZL de un solo piso con carrocería MCV para su uso en Ayrshire a partir de febrero de 2023. Los primeros BZL de dos pisos con carrocería MCV entrarían en servicio con Stagecoach East en Cambridge a partir de mayo de 2023, con 30 de este tipo entregados para su uso en el aparcamiento disuasorio de Cambridge y otros servicios en la ciudad. El depósito de Stockport de Stagecoach Manchester recibirá 150 BZL de dos pisos y 20 de un solo piso en el verano de 2024, el mayor pedido de autobuses de cero emisiones del Grupo Stagecoach hasta la fecha, al que siguió un pedido de 19 BZL de un solo piso para Stagecoach London, que se entregarán a finales de 2023.
En otros lugares del Reino Unido, Metroline encargó 48 BZL de un solo piso con carrocería MCV, cuya entrega está prevista para la segunda mitad de 2023, a lo que siguió un pedido de otros 28 de un solo piso para las rutas 316 y 228, que se entregarán en el primer trimestre de 2024. Warrington's Own Buses tiene previsto recibir 105 BZL de uno y dos pisos para sustituir a toda la flota de autobuses diésel del operador, con entregas previstas a principios de 2024. Modelos de demostración han entrado en servicio con Lothian Buses en Edimburgo y Stagecoach South en Winchester.
En Australia, un BZL con carrocería Volgren Optimus de un solo piso diseñado para el mercado de Australia y Nueva Zelanda se presentó en octubre de 2021 en la sede australiana de Volvo en Brisbane. Los primeros cuatro BZL con carrocería Volgren entraron en servicio con Transperth en los suburbios de Perth entre febrero y marzo de 2022, seguidos por el primero de los 17 BZL encargados para Transdev Queensland en febrero de 2023, y dos BZL para Transport for Brisbane para su uso en el servicio Spring Hill Loop en mayo de 2023. También se realizará una demostración de un BZL en Colombia durante un periodo de seis meses.
En Singapur, en noviembre de 2022 se presentó un Volvo BZL con carrocería SC Neustar City de tres puertas, desarrollado en asociación conjunta entre Volvo y el fabricante local de carrocerías para autobuses y autocares SC Auto. El autobús entró en servicio en pruebas con Tower Transit Singapore el 26 de marzo de 2023 en la ruta 990.